# Global Carbon Project

Le budget carbone mondial 2021 de GCP a présenté des recherches (Friedlingstein et al. 2021) montrant les contributions cumulées au budget carbone mondial depuis 1850 pour illustrer comment les composants source et puits de carbone ont été déséquilibrés, provoquant une augmentation d'environ 50 % de la concentration de dioxyde de carbone atmosphérique.

Le Projet Carbone Mondial ou (en) Global Carbon Project (GCP) est une organisation qui cherche à quantifier les émissions mondiales de gaz à effet de serre et leurs causes. Lors de sa fondation en 2001, ses missions étaient financées au niveau mondial pour trois gaz à effet de serre dominants — le dioxyde de carbone (CO2), le méthane (CH4) et le protoxyde d'azote (N2O) — ainsi que des recherches complémentaires dans les émissions urbaines, régionales, cumulatives et négatives.
L'objectif principal du groupe est de bien comprendre le cycle du carbone. Le projet réunit des experts en émissions, des géologues et des économistes pour s'attaquer au problème de l'augmentation des concentrations de gaz à effet de serre. En 2020, le projet a publié son dernier budget mondial du méthane, et son premier budget mondial de l'oxyde nitreux, les deux gaz traces anthropiques les plus prégnants du réchauffement climatique après le CO2.
Le projet Carbone Mondial collabore avec de nombreux partenaires pour collecter, analyser et publier des données sur les émissions de gaz à effet de serre de manière ouverte et transparente, en mettant à disposition des ensembles de données sur son site web et dans ses publications. Il a été fondé en tant que partenariat entre le International Geosphere-Biosphere Programme, le World Climate Programme, le International Human Dimensions Programme et Diversitas, sous l'égide du Partenariat scientifique sur le système terrestre. De nombreux projets-clés de ce partenariat ont ensuite été intégrés au programme de recherche Future Earth en 2014.
Le président actuel du Global Carbon Project est Rob Jackson de l'université Stanford. Les anciens coprésidents sont Naki Nakicenovic de l'Institut international d'analyse des systèmes appliqués (IIASA), Corinne Le Quéré de l'université d'East Anglia et Philippe Ciais de l'Institut Pierre-Simon-Laplace (du LSCE). Son directeur exécutif est Josep Canadell de l'Organisation australienne de recherche scientifique et industrielle du Commonwealth ((en) Australia's Commonwealth Scientific and Industrial Research Organisation ou CSIRO). Le projet Carbone mondial possède aussi des bureaux à Tsukuba, au Japon, et à Séoul, en Corée, et un comité directeur scientifique international composé d'une douzaine de scientifiques des cinq continents.
Pour le budget carbone mondial le plus récent publié en décembre 2018, le GCP a prévu que les émissions de CO2 fossiles en 2018 augmenteraient de 2,7 % (fourchette de 1,8 % à 3,7 %) pour atteindre un record de 37,1 milliards de tonnes (Gt),, en raison de l'impossibilité des politiques et des marchés a créer de la croissance de l'utilisation sans des énergies fossiles. L'augmentation des concentrations atmosphériques de CO2 était prévue à 2,3 ppm [marge de 2,0 à 2,6 ppm] pour atteindre 407 ppm en moyenne en 2018, 45 % au-dessus des niveaux préindustriels. L'augmentation de l'utilisation mondiale de gaz naturel et de pétrole est aujourd'hui la principale cause de l'augmentation des concentrations atmosphériques de CO2. La consommation mondiale de charbon augmentera probablement en 2018, mais restera inférieure à son pic historique de 2013. Au cours de la dernière décennie, le charbon a été remplacé par l'énergie au gaz naturel, l'énergie éolienne et l'énergie solaire dans certains pays.
Comme exemples de communications antérieures de GCP, à la fin de 2006, les chercheurs du projet ont déterminé que les émissions de dioxyde de carbone avaient considérablement augmenté à un taux de 3,2 % par an à partir de 2000. Le président du groupe en 2009, le Dr Mike Raupach, déclare que « c'est un signe très inquiétant. Il indique que les efforts récents pour réduire les émissions n'ont eu pratiquement aucun impact sur la croissance des émissions et que des plafonds efficaces sont nécessaires de toute urgence ». Le projet a mené une étude en 2010, publiée dans le journal Nature Geoscience, qui révèle le chiffre de l'absorption océanique mondiale du CO2, à savoir 2,3 milliards de tonnes métriques de dioxyde de carbone. Une étude publiée le 5 décembre 2011 par le projet accrédite le bond énorme de la quantité de dioxyde de carbone provenant de la combustion de combustibles fossiles jamais enregistré en 2010, à 5,9 %, alors que le taux de croissance dans les années 1990 avoisinait 1 % par an. La combustion du charbon a représenté plus de la moitié de la croissance des émissions, selon le rapport. Ils prédisent que les émissions de gaz à effet de serre se produiront selon le pire scénario du GIEC, lorsque la concentration de dioxyde de carbone dans l'atmosphère atteindra 500 ppm au XXIe siècle.

## Publication annuelle
Global Carbon Budget est une publication annuelle des sources et des puits du cycle du carbone au niveau mondial, produit par le GCP dès 2005. En 2013, Global Carbon Budget est devenu source de données dans la revue Earth System Science Data. Les données sont révisées et mises à jour annuellement ainsi que l'analyse, les résultats et l'interprétation les plus récentes du comportement du cycle mondial du carbone.
Les mesures et données brutes utilisées pour compléter le bilan carbone mondial sont transmises par plusieurs organisations et groupes de recherche au niveau mondial.
Le travail produit par le Projet Carbone Mondial est principalement un effort de synthèse, où les résultats de groupes individuels sont collectés, analysés et évalués pour leur cohérence. Il facilite l'accès aux données originelles, étant entendu que l'ensemble des données primaires sera référencé dans des travaux futurs (voir tableau). Des descriptions détaillées de chaque composant sont fournies par les publications originales associées à ces ensembles de données.
| Composant | Référent principal                                                                       |
| --- | ---------------------------------------------------------------------------------------- |
| Émissions territoriales de combustibles fossiles et de ciment dans le monde, par type de combustible et par pays | Boden et al. (2013 ; CDIAC : cdiac.ornl.gov/trends/emis/meth_reg.html)                   |
| Émissions de combustibles fossiles et de ciment basées sur la consommation par pays                              | Peters et al. (2011) mis à jour comme décrit dans Le Quéré et al. (2013)                 |
| Émissions liées au changement d'affectation des terres                                                           | Houghton et Hackler (en révision)                                                        |
| Taux de croissance du CO2 atmosphérique                                                                          | Dlugokencky et Tans (2013 ; NOAA/ESRL : www.esrl.noaa.gov/gmd/ccgg/trends/)              |
| Puits de CO2 océaniques et terrestres                                                                            | Le Quéré et al. (2013), voir les références dans l'article pour les modèles individuels. |

## L'atlas mondial du carbone
Créé par le Projet Carbone Mondial en 2013, l'outil Global Carbon Atlas ou Atlas mondial du carbone permet la visualisation des données liées au cycle mondial du carbone.
C'est une plateforme numérique, un site, d'exploration et de visualisation des données les plus récentes sur les flux de cet élément provenant des activités humaines et des processus naturels. Les impacts humains sur le cycle du carbone sont la cause la plus importante du changement climatique.
Cette plate-forme diffuse les informations les plus récentes sur le cycle mondial du carbone à un public plus large, des scolaires, des profanes aux décideurs politiques et aux scientifiques. Il comprend trois volets :  
1. Émissions
2. Budgets
3. Recherche

L'onglet Émissions s'adresse au grand public et aux acteurs de l'éducation. C'est un outil de vulgarisation et de visualisation des parties du cycle mondial du carbone qui sont liées aux émissions et s'adresse principalement aux décideurs politiques. L'onglet Budgets affiche des infographies avec les derniers chiffres validés. Enfin, l'onglet Recherche s'adresse principalement aux chercheurs et agit comme un référentiel de données et un outil de visualisation des données scientifiques utilisées pour étudier le bilan mondial du carbone.
Tous les composants de l'atlas mondial du carbone sont mis à jour chaque année depuis la base des données publiées dans le Global Carbon Budget.[réf. nécessaire]